# Велеса
Велеса́ (Велиса) — река в Тверской области России, левый приток Западной Двины.
Длина — 114 км, площадь бассейна — 1420 км², средний расход воды — 13,4 м³/с. Уклон реки — 0,8 м/км. Вскрывается в начале апреля, ледостав в конце ноября — начале декабря. Крупнейшие притоки — Ушица, Арбузовка, Туросна (левые), Комендоровка, Можайка, Крапивня, Каменка, Сереженька (правые).
Велеса берёт начало на Валдайской возвышенности, в болотах к югу от Андреаполя. В верховьях русло реки узкое и извилистое, при приближении к городу Западной Двине ширина увеличивается до 20 метров.
Около города Западной Двины Велеса и Западная Двина подходят друг к другу на расстояние двух километров, однако ниже ре́ки вновь расходятся и сливаются пятьюдесятью километрами ниже.
В нижнем течении Велеса течёт в заболоченных берегах. Ширина после впадения Туросны доходит до 30 метров.

## Происхождение названия
Согласно лингвисту К. Буге, название балтское. Он выделял типичное для балтских гидронимов окончание -esa, а корень связывал с литовским vėlė «душа (умершего)», таким образом объясняя название как «Навья (река)».